# Tipula (Lunatipula) dietziana
Tipula (Lunatipula) dietziana is een tweevleugelige uit de familie langpootmuggen (Tipulidae). De soort komt voor in het Nearctisch gebied.